# Jaguar Mark VIII
Jaguar Mark VIII — чотирьохдверний люкс-автомобіль британської компанії Jaguar жовтня 1956–1958 років. Випускався на заміну моделі Mark VII. Вироблено 6.227 машин.

## Історія

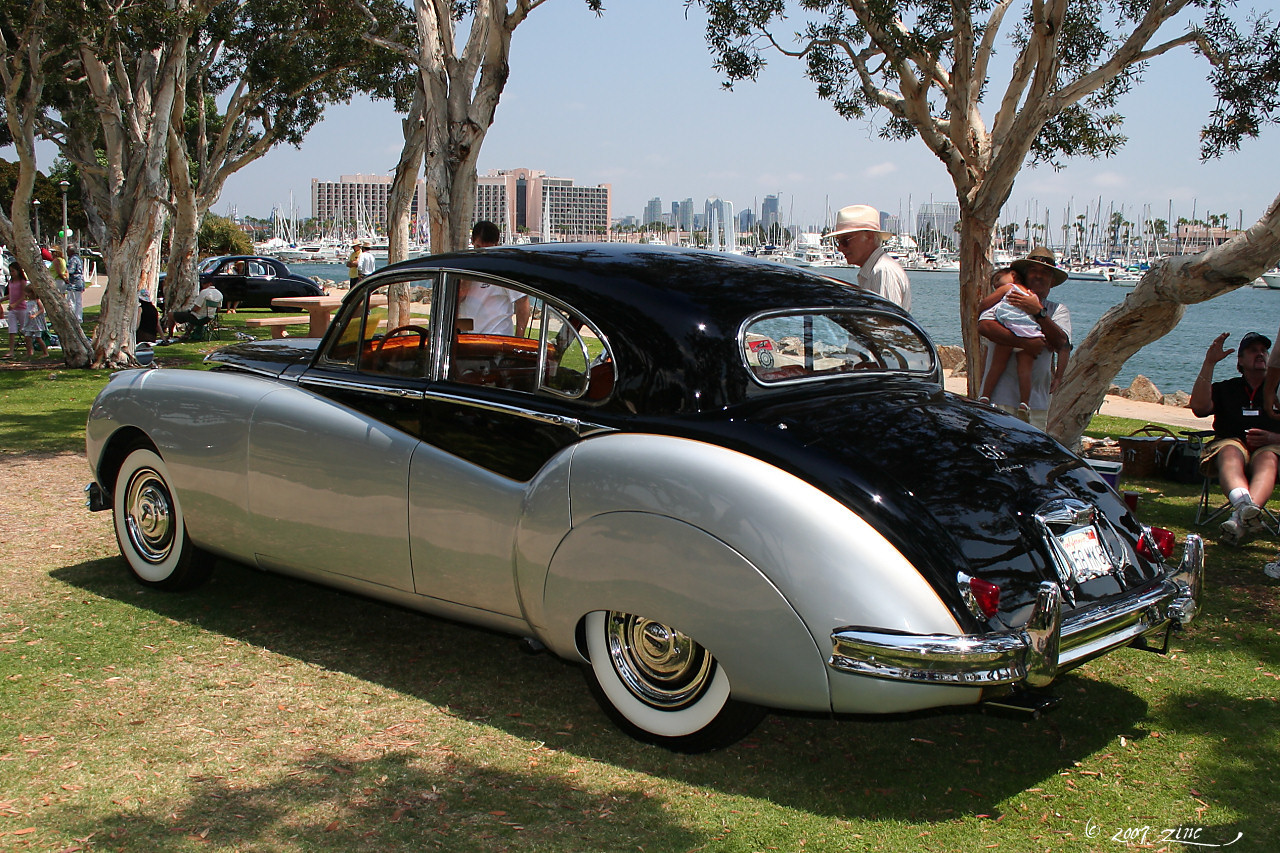

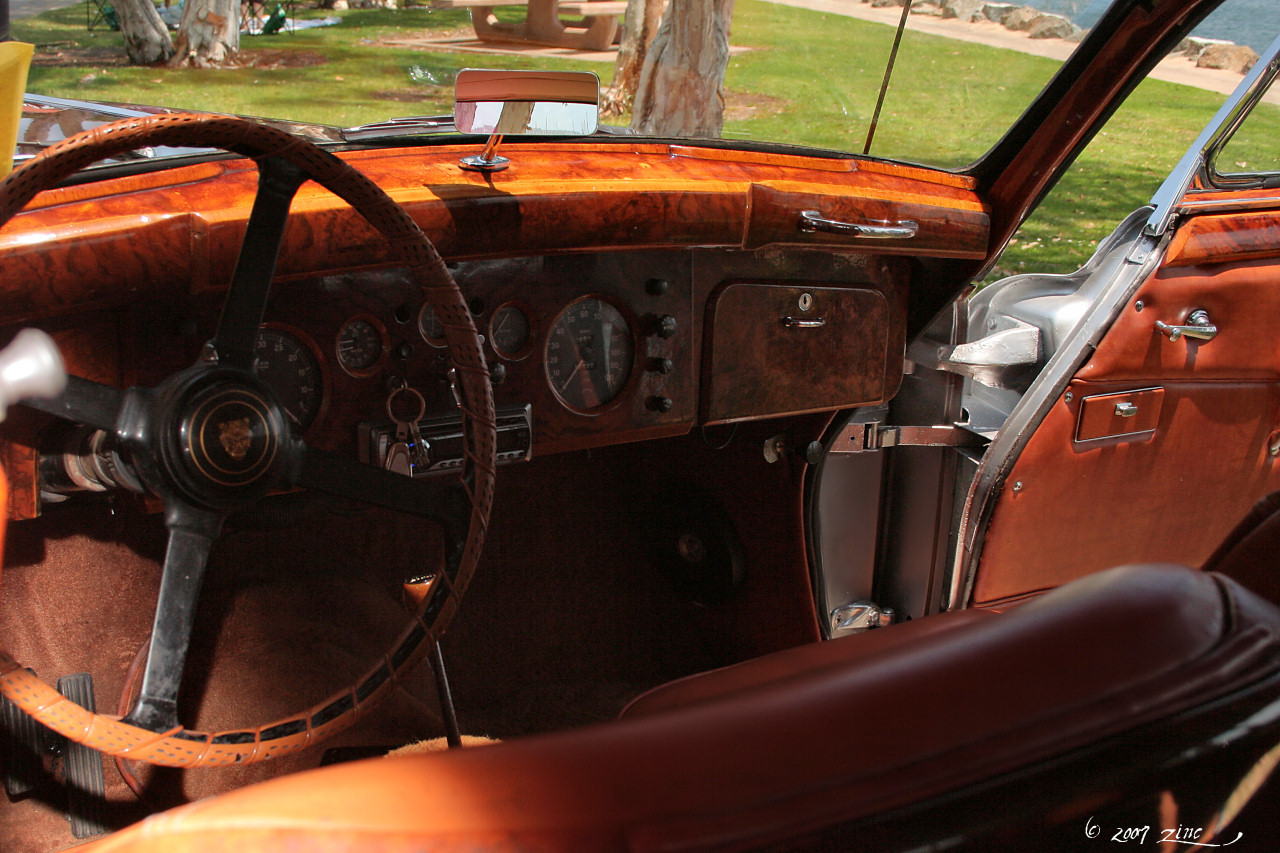

З попередньої моделі були запозичені шасі, трансмісія, мотор, чия потужність була збільшена. За бажанням покупця могли встановлювати 3-ступеневу автоматичне коробку передач BorgWarner з попередньої моделі, овердрайв. Були внесені незначні зміни в дизайн, внутрішнє оздоблення якого було розкішнішим.